# リンカン大聖堂

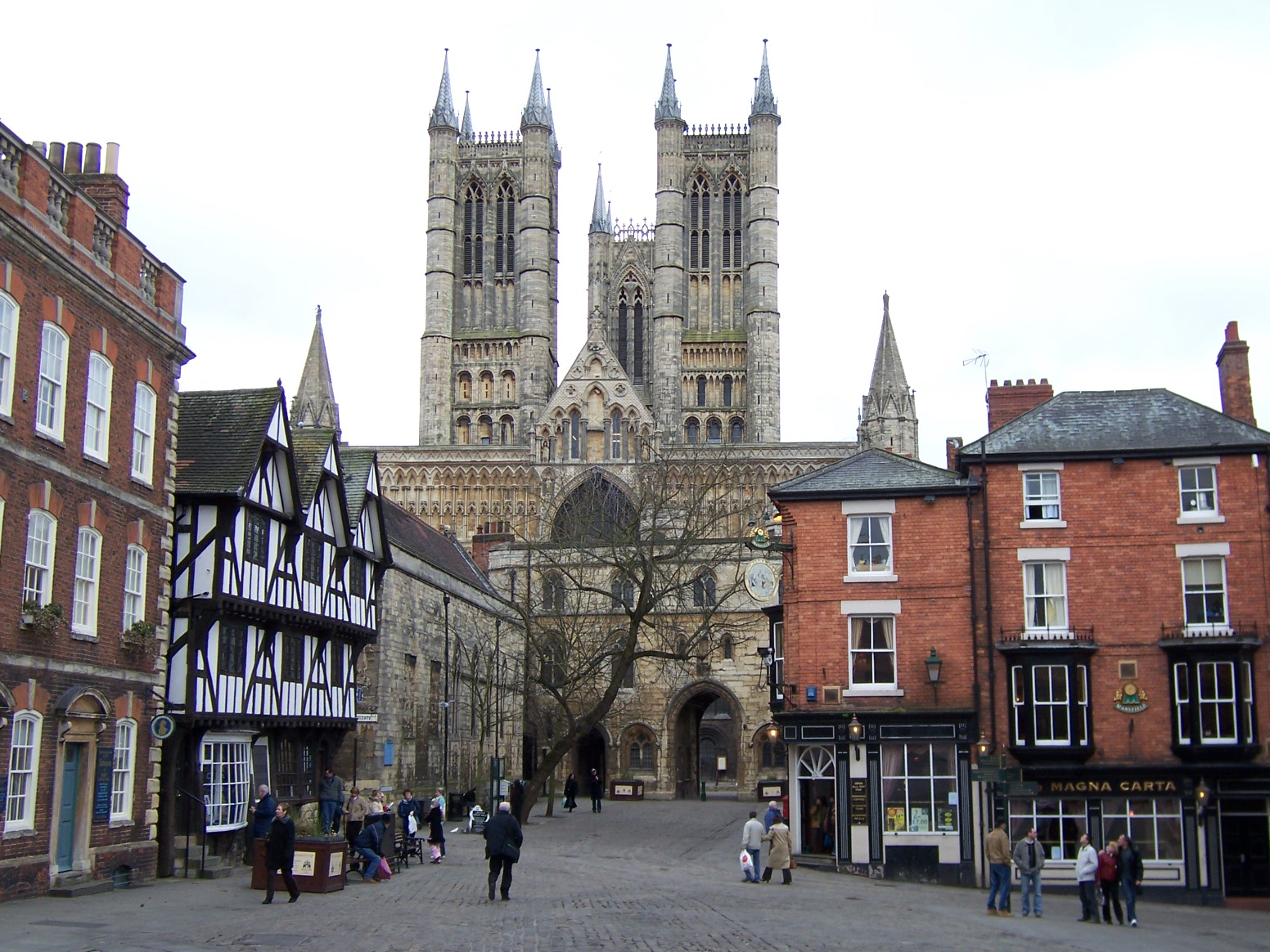
リンカン大聖堂

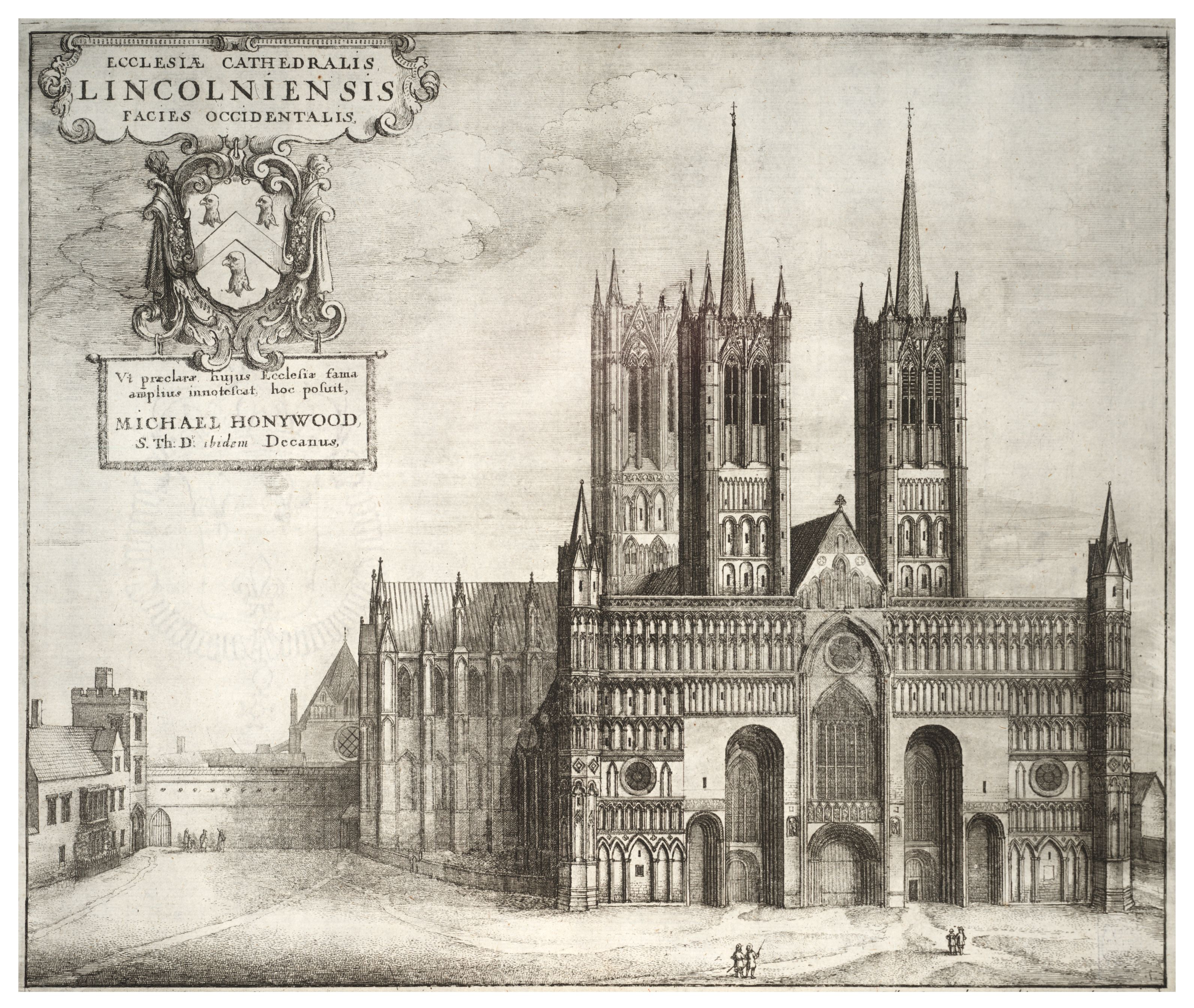
西正面の塔に尖頂屋根があったころのリンカン大聖堂を描いた版画

リンカン大聖堂（リンカンだいせいどう、Lincoln Cathedral、「リンカーン大聖堂」）は、イングランド東部リンカンシャー州のリンカンにある大聖堂で、イングランド国教会リンカン司教区の司教座が置かれている。正式名称はThe Cathedral Church of the Blessed Virgin Mary of Lincolnである。
建築は初期イギリス式ゴシック様式（アーリー・イングリッシュとも。）の一例。
1072年、ウィリアム1世の命令により建設が始まり、1095年に最初の聖堂が完成したが、その建物の多くは、火事や地震で崩れてしまった。しかし、1185年の地震を機に大幅に建て直され、現在のような形になっていった。
中央の塔は1311年に完成した。完成当時は現存する塔の上に尖塔が載っており、なかでも中央塔はそれを含めると160mの高さがあり、当時のリンカン大聖堂はギザの大ピラミッドを抜き世界で最も高い建築物であった。しかし、尖塔は1549年の嵐で吹き飛ばされたため、現存しない。これによって、高さ世界一の建築物は159mの聖オーラフ教会に移った。なお、160mの高さは、1884年にワシントン記念塔が完成するまで塗り替えられず、建物としては1890年にウルム大聖堂が完成するまで塗り替えられなかった。
西正面側の2つの塔に付けられた尖頂屋根は中央塔よりのちの1370年から1400年のあいだに作られ、中央尖塔の崩壊後もそびえ続けたが、18世紀に入り傷みが目立つようになった。1724年に建築家ジェイムズ・ギッブズが調査に入り、尖塔の影響によって下部のアーチや柱が損傷を受けていることを指摘し、尖塔の取り壊しを勧告した。大聖堂の参事会は勧告を受けて取り壊しに着手したが、それを知った住民が集団で押しかけて工事を阻止する騒ぎとなった。その後の折衝により応急処置による延命が続けられたが、明らかに維持不能になり1807年に撤去された。